# (4877) Humboldt
(4877) Humboldt ist ein Asteroid des Hauptgürtels, der am 25. September 1973 vom niederländischen Forscherteam Cornelis Johannes van Houten, Ingrid van Houten-Groeneveld und Tom Gehrels im Rahmen des Palomar-Leiden-Surveys entdeckt wurde.
Der Asteroid wurde nach Alexander von Humboldt (1769–1859) benannt.